# Fenoxibenzamina
A fenoxibenzamina é um fármaco bloqueador alfadrenérgico, usado terapeuticamente para tratar feocromocitoma, tratamento crônico de manutenção de feocromocitoma, arritmias produzidas pelos anestésicos gerais ou pode ser utilizado como um medicamento pré-anestésico para remoção cirúrgica de tumor, assim prevenindo crises hipertensivas que podem advir da manipulação do tecido tumoral.

## Efeitos colaterais
Ao administrar a fenoxibenzamina, tomar precauções contra os efeitos adversos que podem vir a ocorrer, tais como: hipotensão, congestão nasal, náuseas, vômitos, sedação e fraqueza, taquicardia (mediada por reflexo barorreceptor), miose e aumento da pressão intraocular.

## Estereoisomerismo
A fenoxibenzamina contém um estereocêntrico, portanto, há dois enantiômeros, a forma (R)- e a forma (S)-. Todas as preparações comerciais contêm a droga como racemato.
| Enantiômeros de fenoxibenzamina | Enantiômeros de fenoxibenzamina |
| ------------------------------- | ------------------------------- |
| Número CAS: 71799-91-2          | Número CAS: 71799-90-1          |